# Cabana de Gussinet
La Cabana de Gussinet és una cabana agrícola del terme municipal d'Isona i Conca Dellà, a l'antic terme de Conques.
Està situada al sud-est de Conques, al costat meridional de la carretera C-1412b, molt propera a la carretera. És al nord-est de la Font de Menyoliva.